# 포켓몬스터 파이어레드·리프그린
《포켓몬스터 파이어레드·리프그린》(일본어: ポケットモンスター ファイアレッド·リーフグリーン 포켓토몬스타-화이아렛도·리후구린[*], Pokémon FireRed and LeafGreen)은 게임 프리크가 개발하여 2004년에 닌텐도에서 발매한 게임보이 어드밴스용 게임으로, 게임보이용 게임인 《포켓몬스터 적·녹》을 리메이크한 작품이다. 이 두 게임과 《포켓몬스터 루비·사파이어·에메랄드》를 아울러 제 3세대 포켓몬스터 게임 시리즈, 또는 어드밴스 세대(Advanced Generation, AG)라고 한다.
《파이어레드》와 《리프그린》은 1세대 게임의 리메이크답게 원래 게임에 등장하는 첫 세대 포켓몬 151종이 그대로 등장하며, 나중 시리즈에서 등장한 포켓몬 또한 볼 수 있다. 게임보이와 게임보이 컬러용 게임은 게임보이 어드밴스용 게임과 호환되지 않기 때문에 《포켓몬스터 루비·사파이어》를 비롯한 어드밴스 세대 게임에서는 옛 세대 포켓몬을 얻을 수 없었으나, 두 리메이크 게임의 발매로 첫 세대 포켓몬을 모을 수 있게 되었다.
《파이어레드·리프그린》에서는 다시 한번 가상의 세계인 관동 지방에서 주인공이 포켓몬 마스터가 되어가는 모험을 따라 게임이 진행된다. 두 게임의 시스템과 줄거리는 거의 유사하며 하나만으로도 플레이할 수 있지만, 게임 내의 포켓몬 도감을 완성하기 위해서는 두 게임 서로의, 그리고 다른 어드밴스 게임과의 포켓몬 교환이 필수적이다.

## 포켓몬

### 스타팅 포켓몬
- 풀, 독 타입: 이상해씨
- 물 타입: 꼬부기
- 불 타입: 파이리

### 전설의 포켓몬
- 얼음, 비행 타입: 프리져
- 전기, 비행 타입: 썬더
- 불꽃, 비행 타입: 파이어
- 에스퍼 타입: 뮤츠
- 불꽃, 비행 타입: 칠색조
- 에스퍼, 비행 타입: 루기아
- 땅 타입: 그란돈
- 물 타입: 가이오가
- 전기 타입: 라이코
- 물 타입: 스이쿤
- 불 타입: 엔테이
- 드래곤 타입: 레쿠자

### 환상의 포켓몬
- 에스퍼 타입: 뮤
- 에스퍼 타입: 테오키스/폼: 노말 폼, 어택 폼, 디펜스 폼, 스피드 폼

## 같이 보기
- 포켓몬스터